# Indianerkommune
Die Indianerkommune war eine antipädagogisch ausgerichtete Kommune, in der pädophile Erwachsene mit Kindern (zumeist Straßenkindern) zusammenlebten. Sie wurde 1975 in Heidelberg gegründet und war ab 1977 in Nürnberg ansässig; Nachfolgeorganisationen existierten noch 2013. Die Ideen der Indianerkommune waren getragen von einem großen Teil der damaligen radikalen Linken und beeinflussten zeitweise die kinder- und jugendpolitische Programmatik der Partei Die Grünen.

## Name
Die Mitglieder der Kommune bezeichneten sich selbst als „Indianer“ nach den bedrohten Urvölkern und begriffen sich als von der Mehrheitsgesellschaft bedrohter „Stamm“. Entsprechend bunt bemalt und lautstark vertraten sie in der Öffentlichkeit ihre Forderungen.

## Forderungen
Die Indianerkommune war antipädagogisch orientiert und forderte faktisch die vollständige Abschaffung der Erziehung von Kindern und Jugendlichen. Einzelaspekte aus ihrem Forderungskatalog waren unter anderem die Streichung der Paragraphen 173 bis 176 und 180 des Strafgesetzbuches (also Beischlaf zwischen Verwandten, Sexueller Missbrauch von Schutzbefohlenen, Homosexuelle Handlungen, Sexueller Missbrauch von Kindern, Förderung sexueller Handlungen Minderjähriger), ein Scheidungsrecht für Kinder von ihren Eltern, die Abschaffung von Kinder- und Jugendheimen und geschlossenen kinder- und jugendpsychiatrischen Einrichtungen, ein Verbot jeglicher Gewalt gegen Kinder und Jugendliche und die Abschaffung der Schulpflicht.

## Geschichte
Die Indianerkommune entstand 1975 in Heidelberg im Umfeld des Sozialistischen Patientenkollektivs, von dem sie antipsychiatrische Forderungen übernahm. Sie bezeichnete sich selbst als Zusammenschluss „mehrere[r] Jugendliche[r] und Erwachsene[r] mit den gleichen Vorstellungen von Liebe, Leben und Überleben“. Anführer der Kommune war der ehemalige Student Uli Reschke, dem die tageszeitung 1984 einen „autoritäre[n] Umgang wie auch eine pädophile Neigung“ bescheinigte. Nach dem Abriss des von ihr besetzten Hauses in der Heidelberger Hauptstraße zog die Kommune 1977 in den Nürnberger Stadtteil Gostenhof um.
1980 verließ ein Großteil der weiblichen Mitglieder die Indianerkommune und gründete in Berlin die dezidiert weibliche Oranienstraßen-Kommune, aus der 1983 die ebenfalls mit der Indianerkommune kooperierende Kommune Kanalratten hervorging.
Anfang der 1980er Jahre wurde bei einer Hausdurchsuchung bei der Indianerkommune eine Adresskartei mit etwa 2000 Datensätzen sichergestellt. Mit diesen Daten übernahm die Indianerkommune nach Christian Füller eine zentrale Verteilerfunktion für schutzsuchende Jugendliche innerhalb der Pädophilenszene. 1981 kam es zu einem Strafverfahren gegen Reschke wegen des Verdachts des sexuellen Missbrauchs von Kindern; Reschke war dreizehneinhalb Monate inhaftiert und wurde in zweiter Instanz freigesprochen. In Tübingen wurde Reschke 1985 gemeinsam mit weiteren Angeklagten, darunter einem Mitglied der Grünen, wegen Kindesentziehung zu einer Bewährungsstrafe verurteilt.

### Politisches Engagement
Die Indianerkommune engagierte sich  in der Schwulen-, der Anti-AKW- und der Alternativbewegung, wo sie wegen ihrer störenden Auftritte gefürchtet war. Im Jahr des Kindes 1979 führten Angehörige der Indianerkommune einen Hungerstreik durch. Organisationsmitglieder besetzten mehrfach Redaktionsräume der tageszeitung, um die Veröffentlichung ihrer Forderungen zu erzwingen.

### Einflussnahme auf die Grünen
Die 1972 vom späteren Grünen-Mitglied Uli Reschke gegründete Indianerkommune nahm in der Gründungsphase der Grünen Einfluss auf die Programmatik der Partei. Obwohl sie damit beim Gründungsparteitag der Grünen am 13. Januar 1980 scheiterte, behauptete die Indianerkommune in einem Flugblatt, den Abschnitt zu „Kindern und Jugendlichen“ im ersten Parteiprogramm verfasst zu haben; er wurde am 22. Juni 1980 auf der Bundesversammlung der Grünen mit großer Mehrheit angenommen. Werner Vogel, der 1983 für die Grünen in den Deutschen Bundestag gewählt wurde, sein Mandat aber nicht annahm, unterstützte 1982 parteiintern die Anliegen der Indianerkommune. Im Herbst 1983 besetzten jugendliche Mitglieder der Indianerkommune vorübergehend die Bundesgeschäftsstelle der Grünen in Bonn. Gruppen der Indianerkommune störten Grünen-Parteitage, um ihre Forderungen nach straffreien Sexualkontakten zwischen Kindern und Erwachsenen zu verbreiten, darunter den Landesparteitag der Grünen in Nordrhein-Westfalen 1985.
Diese Einflussnahme auf die Grünen wurde 2013, im Rahmen der Pädophilie-Debatte im Bündnis 90/Die Grünen, wieder in der Presse diskutiert.

### Nachfolgeorganisationen
2013 waren ehemalige Mitglieder im „Anti-Kinderklau Aktionsbündnis Kinderrecht“ (AKKAK), im „Forum für anarchistische Kinder und Jugendpolitik“, in der „Jugendselbsthilfe Nürnberg“ und in einem Fahrradladen tätig. Ihre Aktivitäten wurden von der Abteilung Kinder- und Jugendschutz im Jugendamt der Stadt Nürnberg und vom Kinderschutzbund Nürnberg beobachtet.